# Khazret Sultan
El Khazret Sultan es una montaña asiática y el punto más alto de Uzbekistán, con una altitud de 4643 metros. Se encuentra ubicado en la frontera entre Uzbekistán y Tayikistán, en la provincia de Surkhandarya, en la parte uzbeka de la cordillera Gissar. Esta montaña era conocida durante la época soviética como el pico del 22º Congreso del Partido Comunista.